# Rudolfstraße 7–9 (Mönchengladbach)

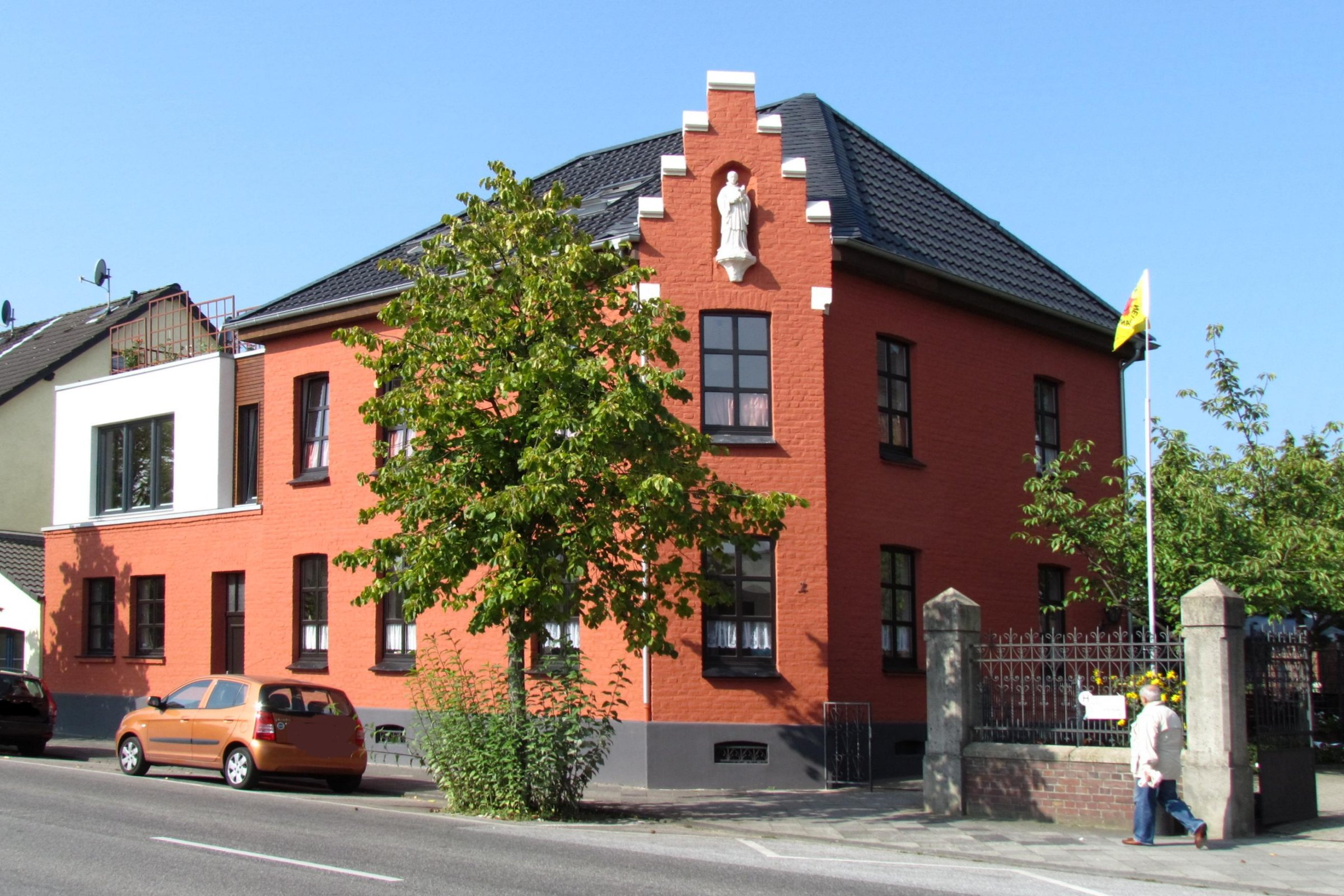
Ehemaliges Schwesternheim, Wohnhaus (2011)

Das Wohnhaus Rudolfstraße 7–9, ein ehemaliges Schwesternheim, steht in Mönchengladbach (Nordrhein-Westfalen) im Stadtteil Waldhausen.
Das Gebäude wurde 1890 erbaut. Es wurde unter Nr. R 023 am 2. Juni 1987 in die Denkmalliste der Stadt Mönchengladbach eingetragen.

## Architektur
Das benannte Objekt ist in der Nutzung der katholischen spanischen Gemeinde. Es liegt in der Nachbarschaft der sogenannten Aloysius-Kapelle in der Rudolfstraße. Das Haus trägt auch die Bezeichnung Aloysius-Stift und Schwesternwohnheim.
Das Objekt ist 1890 aus Backstein errichtet worden und ist rötlich geschlämmt. Es handelt sich um einen Eckbau mit 2:3 bzw. 3:2 Achsen. Die beiden Hauptansichten sind über eine Ecklösung verbunden, die mit einem Treppengiebel über die Traufe greift und hier in einer Nische eine große Figur des hl. Aloysius zeigt. Die einzelnen Stufen des Giebels sind mit Naturstein versehen. Das Gebäude ist aus bau-, sozial- und stadtgeschichtlichen Gründen schützenswert.